# Bahnhof Potsdam Park Sanssouci
Der Bahnhof Potsdam Park Sanssouci ist ein Bahnhof in Potsdam an der Kreuzung der Bahnstrecke Berlin–Magdeburg mit der zur Umgehungsbahn gehörenden Strecke Jüterbog–Nauen. Der Bahnhof trägt seit 1999 seinen heutigen Namen. Ursprünglich hieß er Wildpark, kurzzeitig in den 1990er Jahren Potsdam Wildpark. Die Gesamtanlage setzt sich aus dem verkehrsbetrieblich genutzten Bürgerbahnhof und dem westlich davon gelegenen Kaiserbahnhof zusammen. Der Kaiserbahnhof sowie Empfangsgebäude, Toilettenhäuschen und Freiflächen des Bürgerbahnhofs stehen unter Denkmalschutz.

## Geschichte
Der Bahnhof Wildpark entstand 1868 mit dem zweigleisigen Ausbau der Bahnstrecke Berlin–Magdeburg durch die Berlin-Potsdam-Magdeburger Eisenbahngesellschaft. Das ursprüngliche Bahnhofsgebäude war über 40 Jahre lang, bis zur Fertigstellung des westlich gelegenen Kaiserbahnhofs, die erste Kaiserliche Hofstation Potsdams und diente als Empfangsgebäude für Angehörige und Gäste des Hofes im nahe gelegenen Neuen Palais.
Anfang des 20. Jahrhunderts änderte sich das Bild des Bahnhofes. Mit der Umgehungsbahn nach Nauen (eröffnet 1902) und Jüterbog (1908) wurde Wildpark zu einem kleinen Bahnknoten. Die Gleisanlagen wurden auf einen Damm verlegt, die Bahnsteige waren durch einen Tunnel gegenüber dem Empfangsgebäude verbunden. Für die Bedürfnisse des kaiserlichen Hofes entstand ab 1905 westlich des alten Gebäudes der neue Kaiserbahnhof, der 1909 eingeweiht wurde. Das alte Empfangsgebäude wurde zum Bürgerbahnhof.
Der Bahnhof verfügte seitdem über einen Außenbahnsteig an der Nordseite neben der Halle zum Kaiserbahnhof und zwei Inselbahnsteige.
In den 1950er Jahren fungierte der Bahnhof bis zur Komplettierung des Berliner Außenrings mit dem heutigen Bahnhof Potsdam Pirschheide (früher Potsdam Süd und Potsdam Hauptbahnhof) einige Jahre als Schnellzughalt für einige Urlauberzüge aus Sachsen an die Ostsee.
Mitte der 1990er Jahre wurde der Bahnhof grundlegend umgebaut. Die alten Bahnsteige und praktisch alle Aufbauten, die noch vom Anfang des 20. Jahrhunderts stammten, wurden abgerissen und durch neue Typenbahnsteige ersetzt. Der südliche Bahnsteig wurde abgetragen. Ebenso verschwand die alte Einrichtung des Tunnels.
Seit 1998 halten wieder durchgehende Züge nach Berlin im Bahnhof. Zunächst hielt dort alle zwei Stunden der RE 2, seit 1999 stündlich der RE 1.
Im selben Jahr wurde der Bahnhof in Potsdam Park Sanssouci umbenannt. Dies betraf zunächst nur den Reiseverkehr, bahnintern hieß die Station zunächst weiterhin Wildpark.

## Bahnstation

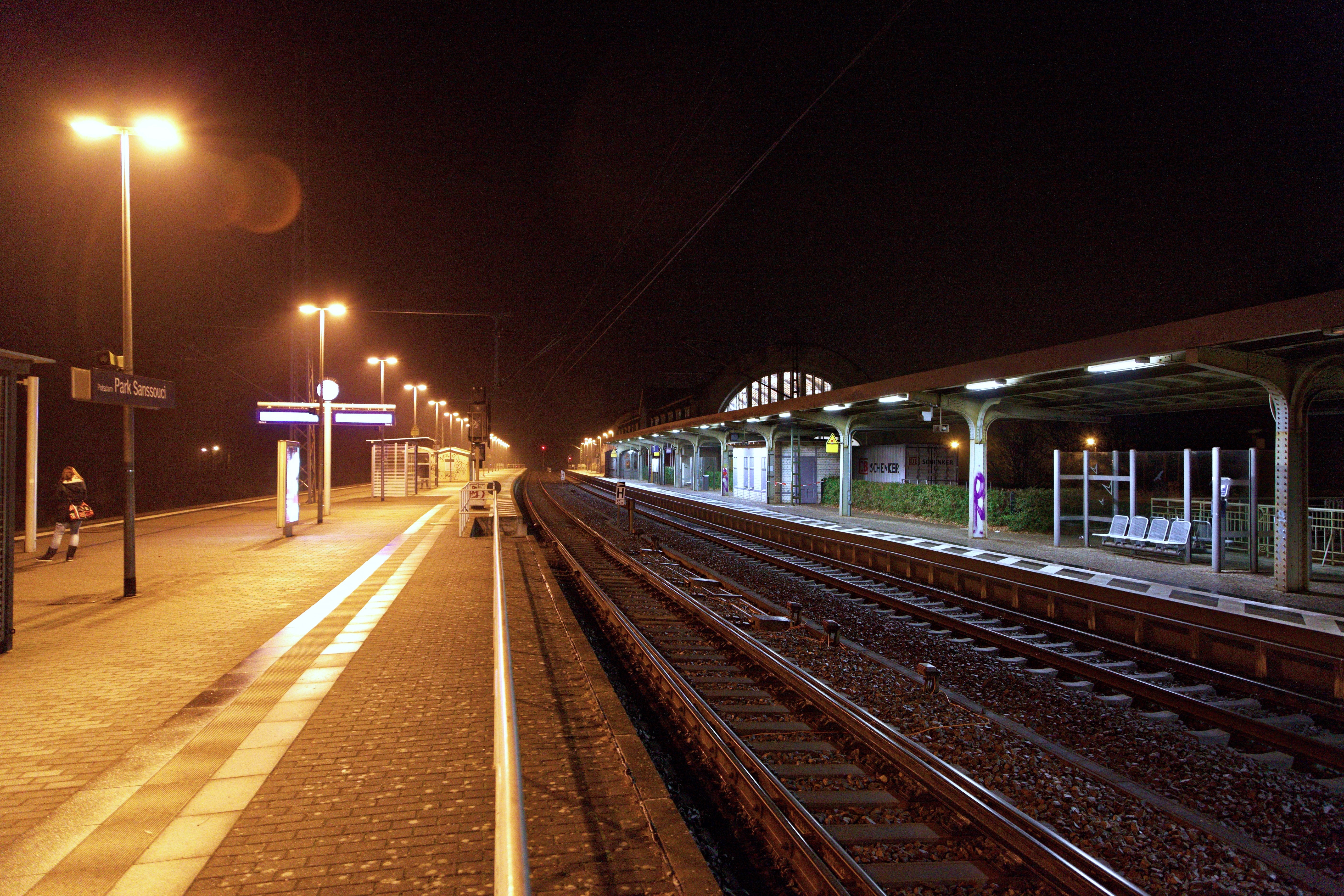
Bahnsteige mit den drei Gleisen des Regelbetriebs, 2016

Auf demselben Bahnhofsgelände wurden in historischer Abfolge der Bürgerbahnhof, der Kaiserbahnhof und die heutige Bahnstation, der Bahnhof Potsdam Park Sanssouci, errichtet und betrieben.

### Anlage
Der heute bahnbetrieblich genutzten Teil der Bahnhofsanlage besteht neben den Gleisanlagen nur noch aus einer Unterführung mit Fahrkartenautomaten sowie einem überdachten und einem unüberdachten Bahnsteig samt den sie verbindenden Zugängen.

### Verkehr
Der Bahnhof wird heute täglich von Hunderten von Pendlern und Studenten zu der nahe liegenden Universität Potsdam frequentiert. Er ist auch Ausgangspunkt von Reisegruppen und Wanderern für Touren in den Park Sanssouci, zum Neuen Palais und in den nahe gelegenen Wildpark. Außerdem halten mehrere Buslinien am Bahnhof.
| Linie                    | Linienverlauf | Takt (min)                              | EVU              |
| ------------------------ | --- | --------------------------------------- | ---------------- |
| RE 1                     | Brandenburg Hbf – Werder (Havel) – Potsdam Park Sanssouci – Potsdam Hbf – Berlin-Wannsee – Berliner Stadtbahn – Erkner – Fürstenwalde (Spree) – Frankfurt (Oder)                              | 60                                      | ODEG             |
| RB 20                    | Potsdam Griebnitzsee – Potsdam Hbf – Potsdam Charlottenhof – Potsdam Park Sanssouci – Golm – Hennigsdorf (b Berlin) – Birkenwerder – Oranienburg                                              | 60 (Mo–Fr)                              | DB Regio Nordost |
| RB 21                    | Potsdam Hbf – Potsdam Charlottenhof – Potsdam Park Sanssouci – Golm – Wustermark – Dallgow-Döberitz – Berlin-Spandau – Berlin Gesundbrunnen                                                   | 60                                      | DB Regio Nordost |
| RB 22                    | (Potsdam Griebnitzsee –) Potsdam Hbf – Potsdam Charlottenhof – Potsdam Park Sanssouci – Golm – Potsdam Pirschheide – Saarmund – Ludwigsfelde-Struveshof – Flughafen BER – Königs Wusterhausen | 60 (Griebnitzsee–Potsdam Hbf nur Mo–Fr) | DB Regio Nordost |
| RB 23                    | Golm – Potsdam Park Sanssouci – Potsdam Charlottenhof – Potsdam Hbf – Potsdam Griebnitzsee – Berlin-Wannsee – Berliner Stadtbahn – Flughafen BER                                              | 60 (Mo–Fr)                              | DB Regio Nordost |
| Stand: 15. Dezember 2024 | |                                         |                  |

Die Züge der RB 20/RB 22 verkehren zwischen Griebnitzsee und Golm gemeinsam, wo sie getrennt bzw. vereinigt werden.

## Bürgerbahnhof
Der Bürgerbahnhof ist das frühere Bahnhofsgebäude für den zivilen Bahnverkehr, das heute als Ausflugslokal mit Biergarten und einem Imbisskiosk genutzt wird.

### Anlage
Das Fachwerk-Bahnhofsgebäude aus dem Jahre 1869 ist ein seltenes Stück Bahnhofsarchitektur und das einzig erhaltene Potsdamer Bahnhofsgebäude aus der frühen Zeit der preußischen Eisenbahnen. Es besitzt noch das historische Empfangszimmer, das sog. Exzellenzen-Zimmer, mit einer massiven Holzkassettendecke und wurde 2013 saniert.
Das leerstehende denkmalgeschützte Gebäude, das die Deutsche Bahn bereits abreißen wollte, wurde im Jahr 2006 an die Stadt Potsdam verkauft. Die denkmalgerechte Rekonstruktion war für Ende 2006/Anfang 2007 geplant, wurde jedoch verschoben. Der Potsdamer Kulturverein Rosenweiss e. V. hat zum Bahnhof ein Nutzungskonzept erstellt. Es wurden auch Müllsammelaktionen auf dem Bahnhofsparkgelände durchgeführt, da im Laufe des jahrelangen Leerstandes des Bahnhofs wilde Müllablagerungen auf dem Parkgelände überhandnahmen.
Das Gebäude sollte in der Folgezeit verkauft werden, sein Zustand hatte sich bis 2009 weiter verschlechtert und es galt als einsturzgefährdet. Der Gastronom Laggner kaufte das Gebäude schließlich und sanierte es mit einigen Verzögerungen bis 2021 mit dem Ziel einer gastronomischen Nutzung.
Neben dem Empfangsgebäude steht auf dem Areal auch ein Toilettenhäuschen unter Denkmalschutz.
Es steht in einem von Peter Joseph Lenné gestaltete Gartenpark, der ebenfalls unter Denkmalschutz steht und auf dem sich heute noch historische Anpflanzungen wie Rosskastanien (Aesculus), Platanen (Platanus) und eine Kaukasische Flügelnuss (Pterocarya fraxinifolia) aus dem 19. Jahrhundert befinden. Eine Rampenallee im südlichen Parkbereich führt hinauf zum Bahndamm. Unmittelbar östlich davon befand sich der erste Kaiserpavillon. Auf dem Gartengelände befanden sich auch eine Halle für ein Gartenlokal und ein Eiskeller.

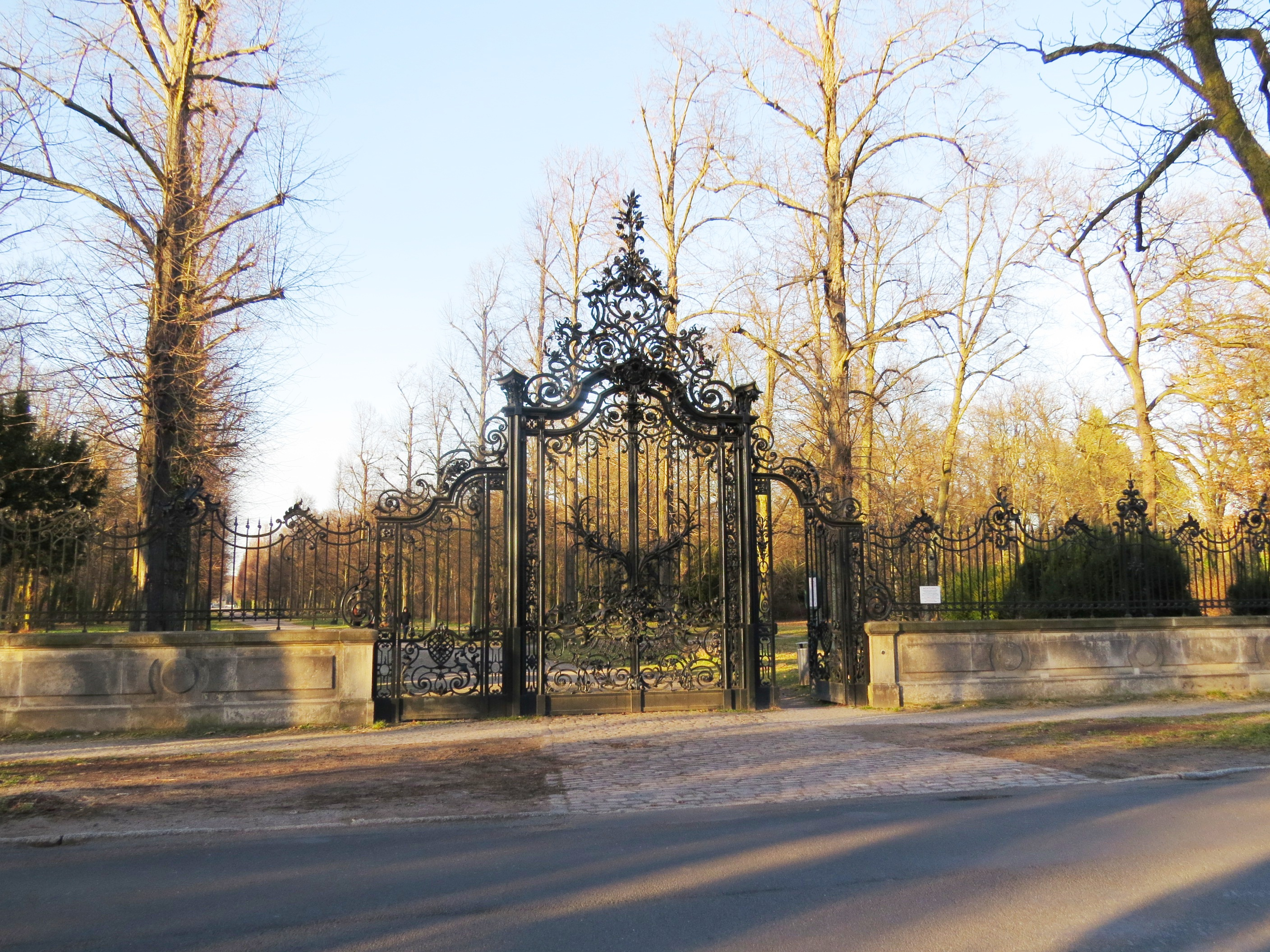
Posttor, Eingangsportal vom Bahnhof zum Park Sanssouci, 2014

Gegenüber dem Bürgerbahnhof steht das imposante schmiedeeiserne Posttor (2009 wiederhergestellt), welches der offizielle Eingang zum Park Sanssouci war.

### Nutzung
Seit 2021 wird im Bürgerbahnhofsgebäude ein Lokal mit Biergarten betrieben. Stirnseitig, zur Straße hin wurde ein kleiner Imbisskiosk eingerichtet.

## Kaiserbahnhof
Der Kaiserbahnhof Potsdam (ursprünglich Hofstation im Wildpark) beherbergt heute eine Akademie der Deutschen Bahn und dient ihr zu repräsentativen Zwecken. Er besteht aus Empfangsgebäude und Bahnhofshalle sowie dem Untergeschoss.

### Anlage
Das Gebäude entstand nach Plänen und unter Leitung des Hofarchitekten Ernst von Ihne. Der Bahnhof wurde 1909 im englischen Cottage-Stil aus Sandstein fertiggestellt. Hauptteil ist das eingeschossige Empfangsgebäude in Form einer englischen Landhausvilla. Hinter einem Vorraum der Einfahrt befand sich der Kaisersaal mit Paneelen, Holzboden und Kamin, der wie ein Salonwagen wirkte. Eine Tapetentür führte zum Gefolgesaal, der sonst vom Turm zu betreten war. Drei Treppen führten zur einige Meter höher gelegenen Bahnsteighalle. Eine davon war die Kaisertreppe mit einer zweiflügeligen Tür, eine weitere für Hofangehörige und die letzte für Diener.
Die Halle ist mit einem Mansarddach mit Gauben in Tonnenwölbung gedeckt. Die Fassaden sind mit englischen Landhausfenstern ähnlich denen des Schlosses Cecilienhof versehen. Die Giebelwände sind oben gegen Zugluft verglast. Der Bahnhof kostete 200.000 Mark, die Finanzierung erfolgte aus dem Etat der Eisenbahnverwaltung.

### Nutzung
Der erste Staatsgast war Theodore Roosevelt. Zar Nikolaus II., der als Geschenk den Kamin des Kaisersaals mitbrachte, wurde 1910 mit einem Hofzug an der Station empfangen. Kaiserin Auguste Viktoria folgte von hier aus am 27. November 1918 ihrem Gemahl ins niederländische Exil. Drei Jahre später kam ihr Sarg hierher zurück. Ab 1939 war hier in der Nähe das „Geheime Oberkommando der Luftwaffe“ im Potsdamer Wildpark stationiert. Dorthin fuhr im Verlauf des Zweiten Weltkrieges auch der Sonderzug von Hermann Göring. Nach 1945 war der Bahnhof Endstation des Blauen Express der Sowjetischen Militäradministration in Deutschland über die Strecke Moskau–Berlin.
Ab 1952 im Besitz der Deutschen Reichsbahn, wurde das Gebäude nacheinander als Betriebskasse, Betriebsberufsschule, Kulturraum und von der Transportpolizei genutzt, um zuletzt als Lagerraum zu verfallen und 1977 wegen Einsturzgefahr gesperrt zu werden.

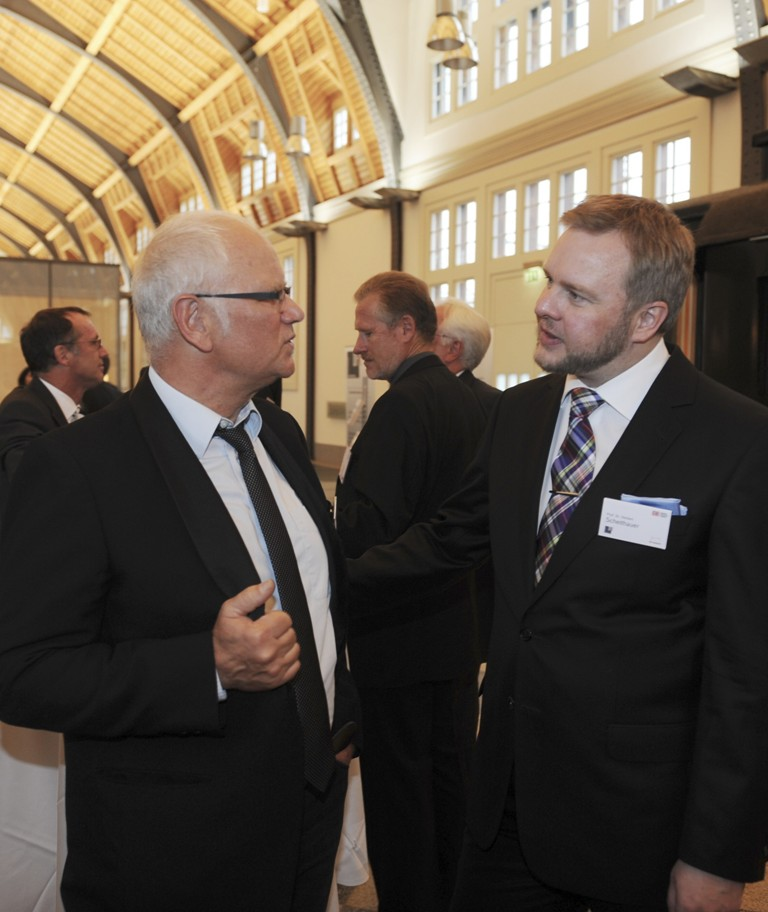
Empfang in der Kaiserbahnhofshalle, 2011

Am 16. Juni 2005 wurde der Bahnhof nach Restaurierung wiedereröffnet. Das Gebäude (Untergeschoss, Nebengebäude) wird als Akademie für Führungskräfte der Deutschen Bahn (DB Akademie GmbH) genutzt, in der restaurierten Halle finden Empfänge statt; sie ist nicht öffentlich zugänglich.
Im Oktober 2015 waren die Räumlichkeiten des Kaiserbahnhofs Schauplatz des Petersburger Dialogs für deutsch-russische Verständigung und Zusammenarbeit.

### „Königsweg“
Der andere Kopfbahnhof des Königsweges per Eisenbahn von Berlin nach Potsdam war der Potsdamer Bahnhof in Berlin. Die Strecke besaß einen weiteren Haltepunkt in Schöneberg mit Zugang zu den Friedhöfen Alter St.-Matthäus-Kirchhof Berlin an der Großgörschenstraße. Er hieß Hofstation und besaß einen eigenen Bahnsteig zwischen der Fußgängerunterführung Großgörschenstraße und der Yorckstraße sowie zwischen den beiden Bahnsteigen des heutigen Bahnhofs Yorckstraße.